# Roman Weidenfeller
Roman Weidenfeller (Diez, 6 de agosto de 1980) é um ex-futebolista alemão que atuava como goleiro.

## Clubes
Durante seus anos de juventude, jogou para Sportfreunde Eisbachtal. Weidenfeller em seguida, fez sua estreia profissional em 1997, depois de suas performances na Copa do Mundo Sub-17 1997.

### Kaiserslautern
Em 1998, Weidenfeller foi transferido para o 1. FC Kaiserslautern.

### Borussia Dortmund
Weidenfeller foi para o Borussia Dortmund, em 2002, em uma transferência livre. Como um possível substituto para Jens Lehmann, que foi para o Arsenal em 2003. Weidenfeller tinha sido supostamente infeliz no Kaiserslautern, onde ele foi usado principalmente como reserva de Georg Koch. Sua estreia pelo Dortmund foi em 17 de dezembro de 2003, contra o seu ex-clube, Kaiserslautern, em uma derrota por 1-0.
Em 2005, Weidenfeller passou por uma cirurgia após uma ruptura do menisco do joelho esquerdo durante o treino.
No início da temporada 2007-08, Weidenfeller recebeu uma suspensão de três jogos e multado em € 10.000 por ofensas feitas a Gerald Asamoah atacante do Schalke 04. Incidente foi em 18 de agosto de 2007, aos 6 minutos do segundo tempo. Se tornou um dos maiores ídolos da história do clube ao ser peça chave nas campanhas do bicampeonato da Bundesliga em 2010-11 e 2011-12 e do título da Copa da Alemanha em 2011-12.
Na temporada 2012-13 ajudou a levar o Borussia para a final da Liga dos Campeões da UEFA, sendo um dos principais destaques da equipe. Apesar de sua grandiosa atuação diante do rival Bayern de Munique na Final da Liga dos Campeões da UEFA de 2012–13, Weidenfeller não conseguiu evitar a derrota por 2x1 que deu ao Borussia o vice-campeonato.
Suas grandes atuações fizeram com que ele recebesse suas primeiras chances na Seleção Alemã de Futebol, tendo impressionado o técnico Joachim Löw, que o levou para a Copa do Mundo FIFA de 2014.

## Seleção Alemã

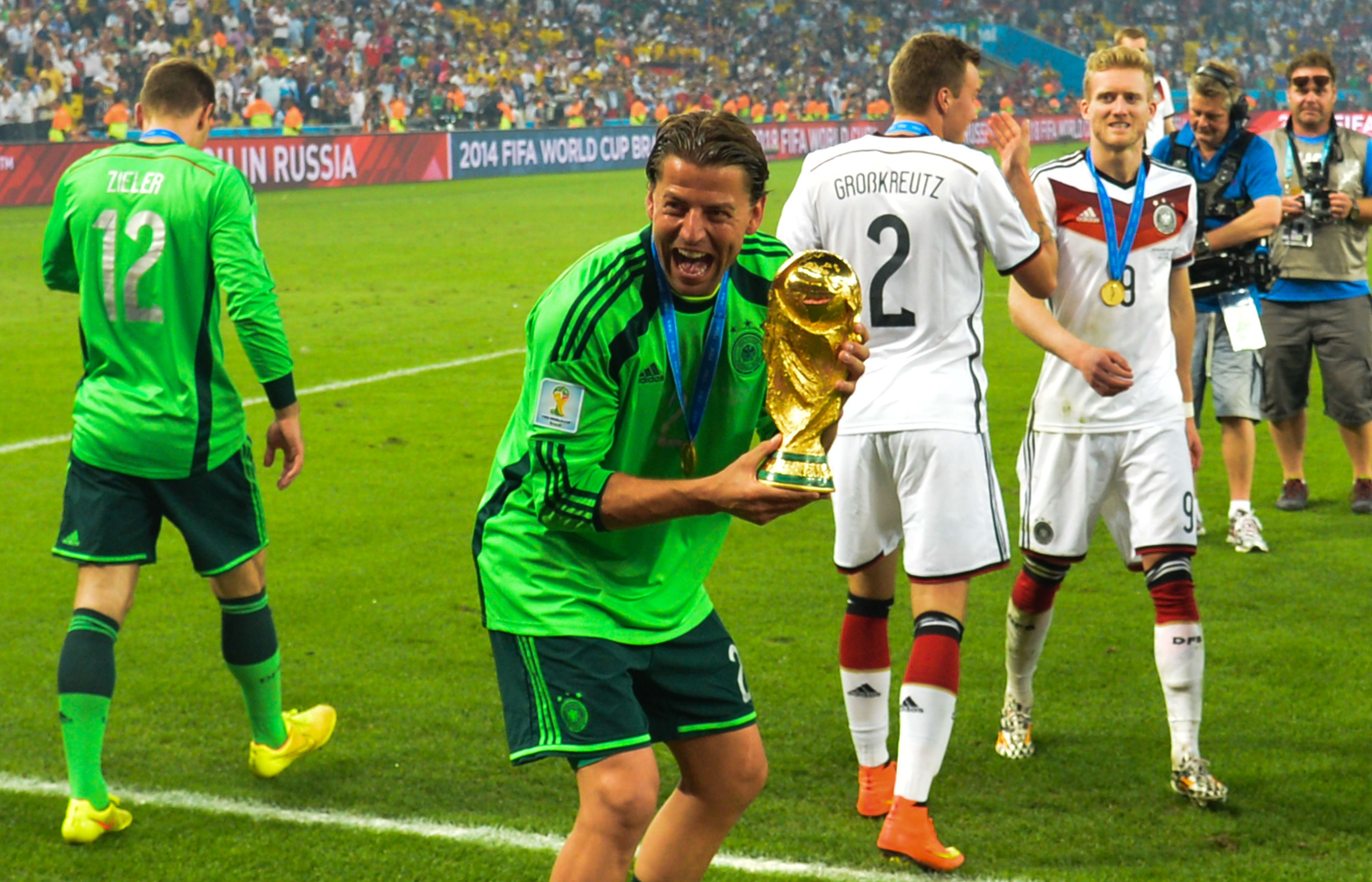
Weidenfeller com a taça da Copa do Mundo de 2014, na qual a Alemanha se sagrou tetracampeã

Estreou pela Seleção Alemã principal em 19 de outubro de 2013 ante a Inglaterra, tornando-se o mais jogador mais idoso a estrear pela seleção, com 33 anos e 105 dias. Foi convocado para disputar a Copa do Mundo FIFA de 2014, na qual se sagrou tetracampeão mundial.

## Títulos
Borussia Dortmund
- Campeonato Alemão: 2010-11, 2011-12
- Copa da Alemanha: 2011-12, 2016-17
- Supercopa da Alemanha: 2008, 2013

Seleção Alemã
- Copa do Mundo: 2014